# 第19回ダヴィッド・ディ・ドナテッロ賞
第19回ダヴィッド・ディ・ドナテッロ賞（だい19かいダヴィッド・ディ・ドナテッロしょう）の授賞式は、 1974年7月20日にタオルミーナで行われた。

## 受賞者一覧

### 作品賞
- フェリーニのアマルコルド Amarcord （監督：フェデリコ・フェリーニ）
- パンとチョコラータ Pane e cioccolata （監督：フランコ・ブルザーティ）

### 監督賞
- フェデリコ・フェリーニ（『フェリーニのアマルコルド』）

### 主演女優賞
- モニカ・ヴィッティ（『Polvere di stelle』）
- ソフィア・ローレン（『旅路』）

### 主演男優賞
- ニーノ・マンフレディ（『パンとチョコラータ』）

### 外国人監督賞
- イングマール・ベルイマン（『叫びとささやき』）

### 外国人女優賞
- バーブラ・ストライサンド（『追憶』）
- テータム・オニール（『ペーパー・ムーン』）

### 外国人男優賞
- ロバート・レッドフォード（『スティング』）
- アル・パチーノ（『セルピコ』）

### 外国映画賞
- ジーザス・クライスト・スーパースター（監督：ノーマン・ジュイソン）

### ダヴィッド・ヨーロッパ賞
- フランコ・ブルザーティ（『パンとチョコラータ』）

### ダヴィッド特別賞
- リヴ・ウルマン、イングリッド・チューリン、ハリエット・アンデルソン、カリ・シルヴァン（『叫びとささやき』）
- フランソワーズ・ファビアン、リノ・ヴァンチュラ（『男と女の詩』）
- バート・ランカスター
- トゥーリ・フェッロ
- アドリアーナ・アスティ
- ゴッフレード・ロンバルド（ティタヌス創立70周年記念）
- シルヴィオ・クレメンテッリ
- マリオ・ペズッチ